# Контакти з Америкою до Колумба
Конта́кти з Аме́рикою до Колу́мба, також Доколу́мбові пла́вання до Аме́рики — проблематика контактів між населенням Америки та Старого світу — Європи, Азії, Африки, Океанії — до відкриття Америки європейцями, здійсненого Христофором Колумбом у 1492 р.
Найранішу міграцію людей до американського континенту традиційна історіографія приписує до періоду близько 15 тис. років тому. Саме тоді було утворено вузький отвір в льоду вздовж північної частини узбережжя Тихого океану, яке дозволило пройти з Сибіру на американський континент. У той час не було інших шляхів доступу до континенту, тому що Північна Америка була вкрита товстою крижаною шапкою, яка лише пізніше — близько 13 тис. років тому — розтанула достатньо для утворення проходу.
Теорія про переміщення на човнах уздовж узбережжя виникла пізніше, але сильні течії могли ускладнити освоєння материка.
Водночас нові археологічні та генетичні знахідки свідчать, що заселення Північної Америки почалося близько 23 тисяч років тому, значно раніше, ніж вважалося,.
Зараз достеменно можна стверджувати про дві хвилі переселення  родоначальників палеоіндіанців до Північної Америки: 24 500-22 000 і 16 400-14 800 років тому. Існують також твердження щодо присутності людини 30 тис. років тому.
Маршрути заселення Америки могли бути різними, включаючи човнові шляхи, доступні біля берегів Аляски 14 тисяч років тому. Існує припущення, що річка Колумбія стала першим місцем на південь від льодовика, де давні люди змогли б легко проплисти.
Частина археологів припускає, що мешканці Полінезії могли допливати до Південної Америки.
Значно пізніше цієї частини світу досягли європейці: скандинави, іспанці та колоністи з інших країн. Першість відкриття Америки європейцями належить скандинавам, але їхнє перебування там було нетривалим і обмежувалося островами північного сходу Північної Америки. Відвідання Багамського архіпелагу Христофором Колумбом у 1492 році розпочало колонізацію Америки європейцями. Ця подія широко вважається офіційним відкриттям Америки («Нового світу») мешканцями Старого світу, хоча фактично Колумб досягнув материкової Америки пізніше, в 1498 році. Існування різноманітного корінного населення Америки сприяло міркуванням про можливість раніших контактів між Старим і Новим світами, зокрема за участю стародавніх народів. Дослідження вказують, що трансокеанічні плавання були можливі до Колумба, проте їхня реальність лишається дискусійним питанням. Науковий консенсус полягає в тому, що якщо ці плавання відбувалися, то не мали суттєвого впливу ні на Старий, ні на Новий світ.

## Загальний опис

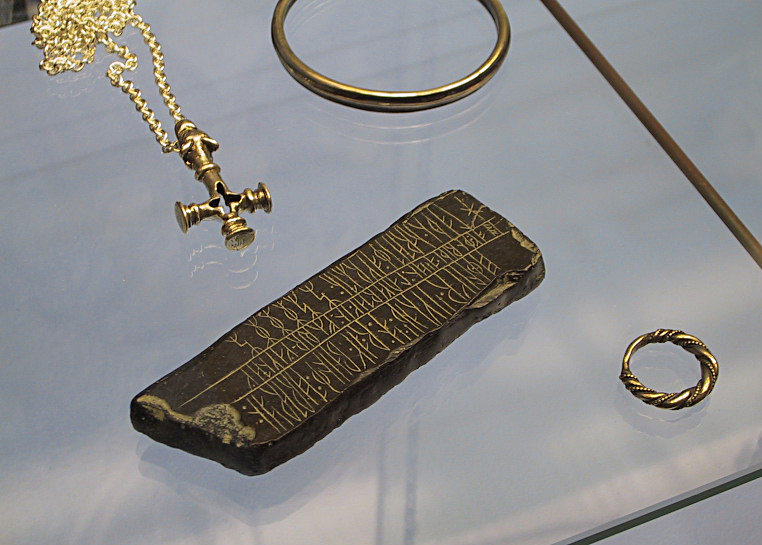
Скандинавські артефакти, знайдені в Гренландії

У цій сфері існує величезна кількість гіпотез, як відверто фантастичних (версії про заселення Америки «десятьма колінами Ізраїлевими», жителями легендарних континентів Атлантиди й Му), так і таких, що мають наукову правдоподібність. Теорія доколумбових контактів включена до священних книг церкви мормонів.
Слід розрізняти контакт обмежений, випадковий, можливо, в межах деяких вузьких груп навіть систематичний, але той, що не спричинив жодних наслідків, і контакт повномасштабний, що супроводжується зіткненням цивілізацій, як це було при відкритті Америки Колумбом і надалі її дослідженням та завоюванням. Безперечних доказів доколумбових контактів між населенням Старого й Нового світів у немає; хоча є свідчення досягнення островів навколо материкової Північної Америки скандинавами в X ст. Американські походи вікінгів не призвели до знайомства цивілізацій і були скоро забуті навіть у Скандинавії. Випадкові контакти могли полягати, зокрема, в тому, що європейських моряків випадково живими заносило під час бурі в Америку, або навпаки — корінних американців до Європи. У таких мимовільних мандрівників, звичайно, не було шансів повернутися на батьківщину, і роль цих інцидентів для історії незначна.
Теорія, згідно з якою культура індіанців була привнесена зі Старого Світу називається диффузіонізм[джерело?]. Теорія, згідно з якою цивілізації Америки розвивалися практично повністю незалежно до 1492 року, називається ізоляціонізмом і має більше прихильників в академічній науці.
Питання походження корінних американців було важливим для політики європейських колонізаторів. У 1512 році на П'ятому Латеранському соборі Папа Юлій II проголосив, що корінні американці походять від Адама і Єви, як і мешканці Старого світу, а отже, є людьми, а також кандидатами на навернення до християнської віри. Юлій залишив відкритим питання: від якого сина Ноя (Сима, Хама чи Яфета) походять американці? Подальші дослідження привели до проблеми того, хто можуть називатися корінними американцями: всі, хто жили там до 1492 року, чи лише частина населення, що могло прибувати до Америки в різний час і різними шляхами?
Загальновизнаними з доколумбових контактів (не рахуючи первинного заселення Америки через природний Беринговий міст у доісторичну епоху) вважаються лише плавання вікінгів, які розпочалися з епохальної подорожі Лейфа Еріксона близько 1000 року і тривали, можливо, до XIV століття[джерело?].
Поряд з цим висувалися гіпотези про відвідини Америки чи не всіма цивілізаціями Старого Світу — єгиптянами, євреями, фінікійцями, греками, римлянами, арабами, державами Чорної Африки (малійський султан Абубакар II), китайцями (флотом Чжена Хе), японцями, європейцями Середніх віків (особливо кельтами: легенди про Брендана, про Мадог), нарешті, європейськими мореплавцями XV століття — за декілька років до Колумба. Ці гіпотези спираються на ряд аргументів:
- Подібність окремих слів у мовах Старого й Нового світу.
- Написи мовами Старого світу, залишені в Америці.
- Подібність символів у мистецтві, художніх стилів, вірувань.
- Саги, легенди, що описують плавання європейців на захід.
- Записи європейських картографів про досягнення невідомої суші на заході.
- Поширеність однакових тварин і рослин у Старому й Новому світах.
- Однакові хвороби та паразити в населення.

## Шляхи доколумбового заселення Америки

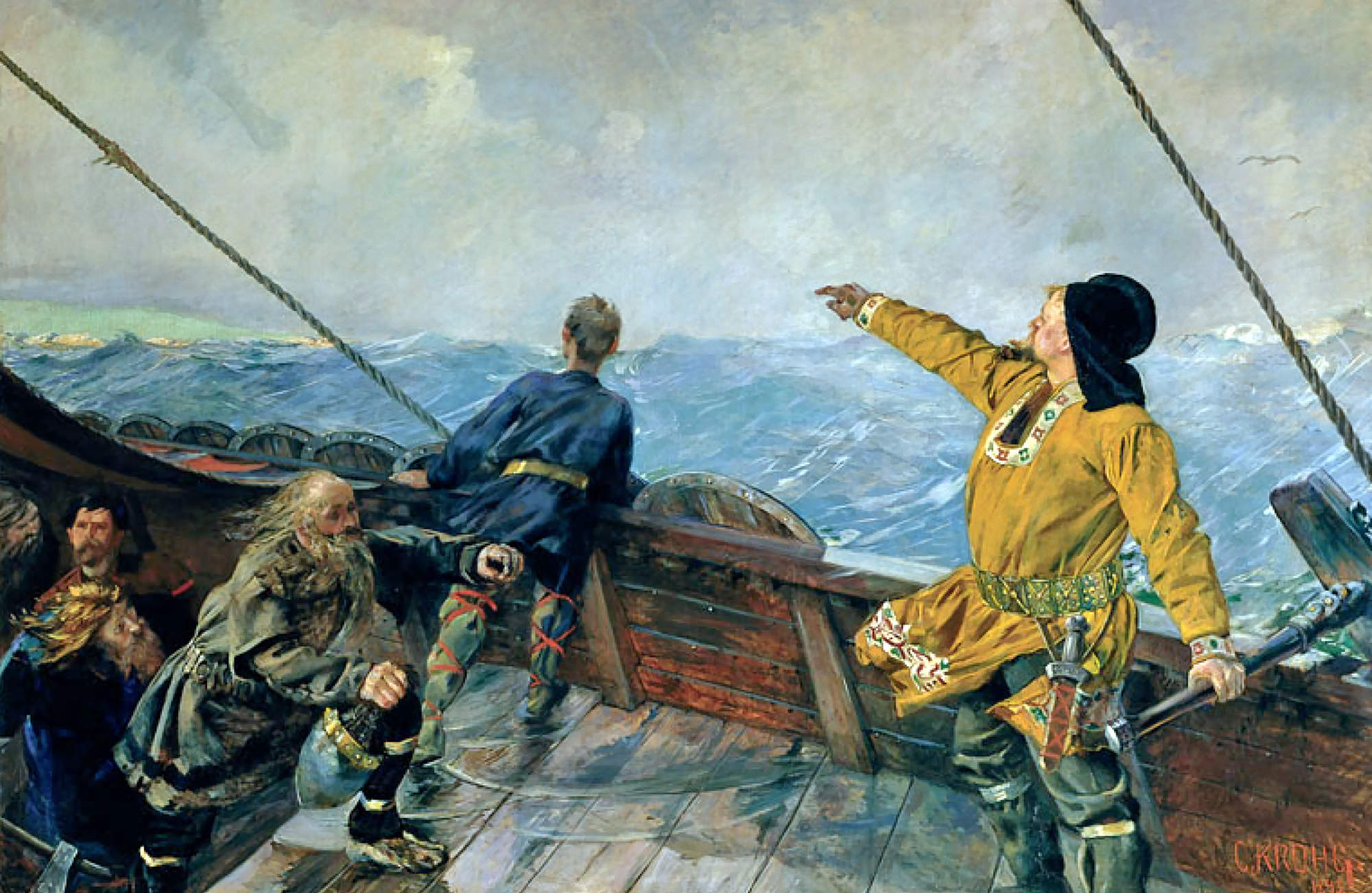
«Лейф Еріксон відкриває Америку», картина художника Крістіана Крога (1893)

### Доведені
Сибірський. Заселення Америки людьми почалося близько 13 тис. років тому. Коли рівень моря внаслідок льодовикового періоду був значно нижчим, Євразію та Аляску з'єднував суходіл, потім затоплений Беринговим морем. Групи мисливців-збирачів покинули Сибір між 24 тис. і 21 тис. років тому і прибули в Берингію близько 20 тис. років тому. Потім, приблизно 13 тис. років тому, частина помандрувала далі на схід і розповсюдилася по Північній і Південній Америці. Вже 12 800 років тому вони досягли території сучасного Монте-Верде на півдні Чилі. Можливо, частина людей дісталася Північної Америки морем.
Норвезький трансатлантичний. Норвежці з Ісландії вперше заселили Гренландію в 980-х роках. Ерік Рудий заснував колонію вікінгів на південному сході Гренландії. Потім виникло друге поселення, далі від берега. Загальна кількість населення становила близько 2 тис.–3 тис. осіб. Малий льодовиковий період середньовіччя ускладнив подорожі між Гренландією та Європою, а також землеробство.

У 985 році купець Б'ярні Герйольфссон збився з курсу та потрапив до Вінланду, що лежить на південний захід від Гренландії. Лейф Еріксон згодом більш детально дослідив ці території і заснував там через 15 років невелике поселення. Проте невдовзі його покинули, оскільки територія вже була заселена більш численним місцевим населенням, а плавати до Вінланду було надто далеко, хоча там можна було добувати цінні виноград і деревину. Подорожі норвежців до Америки припинилися близько 1030 року.

### Гіпотетичні

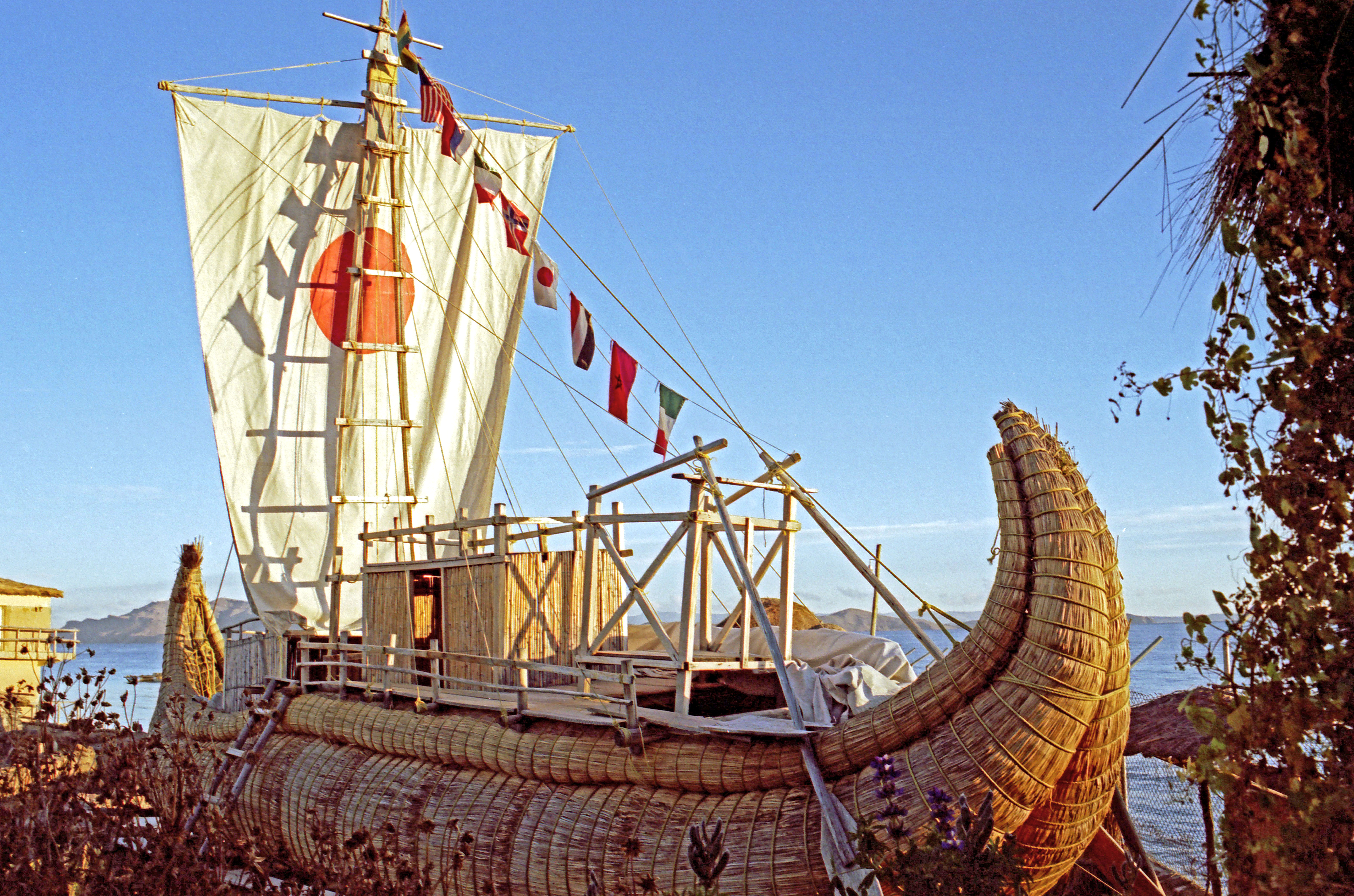
Копія давньоєгипетського корабля, здатного доплисти до Америки

Доісторичний трансатлантичний з Європи. Існує серія знахідок слідів людської діяльності в Північній Америці, що датуються 18 тис. років до н. е. й раніше, хоча достовірність датування тут сумнівна. Брюс Бредлі, почесний професор археології Ексетерського університету, у книзі 2013 року «По той бік Атлантичного льоду: походження американської культури Кловіс» запропонував, що мешканці території сучасних Франції та Іспанії дісталися східного узбережжя Північної Америки між 23 тис. і 18 тис. років до н. е. на човнах, зшитих із шкур.
Австралійський. Дослідження ДНК 2015 року виявили австралійське походження двох корінних амазонських груп, карітіана та суруі, на основі вивчення ДНК понад 200 нинішніх і стародавніх людей. Деякі вчені припустили, що специфічний маркер уже був присутній у нащадках людей з Сибіру. Інші вважали, що поява маркера зумовлена пізніми контактами австралійців з місцевим населенням між 100 і 800 роками н. е.. Найраніше маркер зустрічався 38 тис. років до н. е. на території Китаю, а потім люди, що мали його, розділилися на групи, що помандрували на північ і південь, зокрема до Австралії.

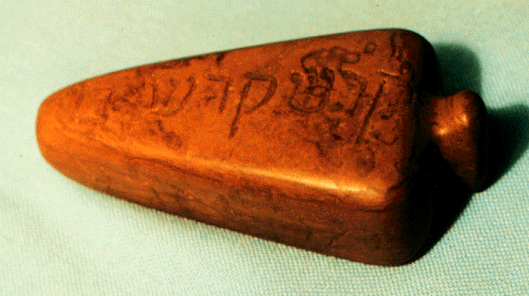
Один зі Священних каменів Ньюарка — підробка XIX ст., яка зображає стародавній напис івритом, знайдений в Америці

Єврейська колонізація. З перших століть європейської колонізації американського континенту й аж до XIX століття різні історики та теологи намагалися довести відвідання Америки давніми євреями, пов'язуючи їх із десятьма втраченими племенами Ізраїлю, які, згідно з біблійною традицією, були депортовані після завоювання Ізраїльського царства Новоассирійською імперією в VII ст. до н. е. Ще в XVII ст. такі ідеї висловлювали рабин Менасе Бен Ізраель і християнський проповідник Томас Торовгуд. Гіпотеза ще тоді зазнала критики. Англійський історик і теолог сер Гамон Л'Естранж спростовував твердження Торгвуда в своїй книзі 1652 року. Проте уявлення про міграцію євреїв до Америки стали ключовим складником віровчення мормонів. Існує група зображень і назв у корінних народів Америки, подібних на єврейські. Впродовж XIX ст. створювалися підробки, призначені підтвердити легенду про присутність давніх євреїв у Новому світі (див. Будівельники курганів).
Грецька колонізація. Грецький історик Іоанніс Ліріціс запропонував, що в I ст. греки могли плавати до Лабрадору та Ньюфаундленду. Він спирався на слова Плутарха про те, що греки плавали до якоїсь великої суші раз на 30 років. Британський письменник Гевін Мензіс зробив подібну заяву у своїй книзі «Втрачена імперія Атлантиди». Він стверджував, що легендарне загублене місто Атлантида було частиною мінойської цивілізації, яка населяла острів Крит з 2600 року до н. е. приблизно до 1000 року до н. е.

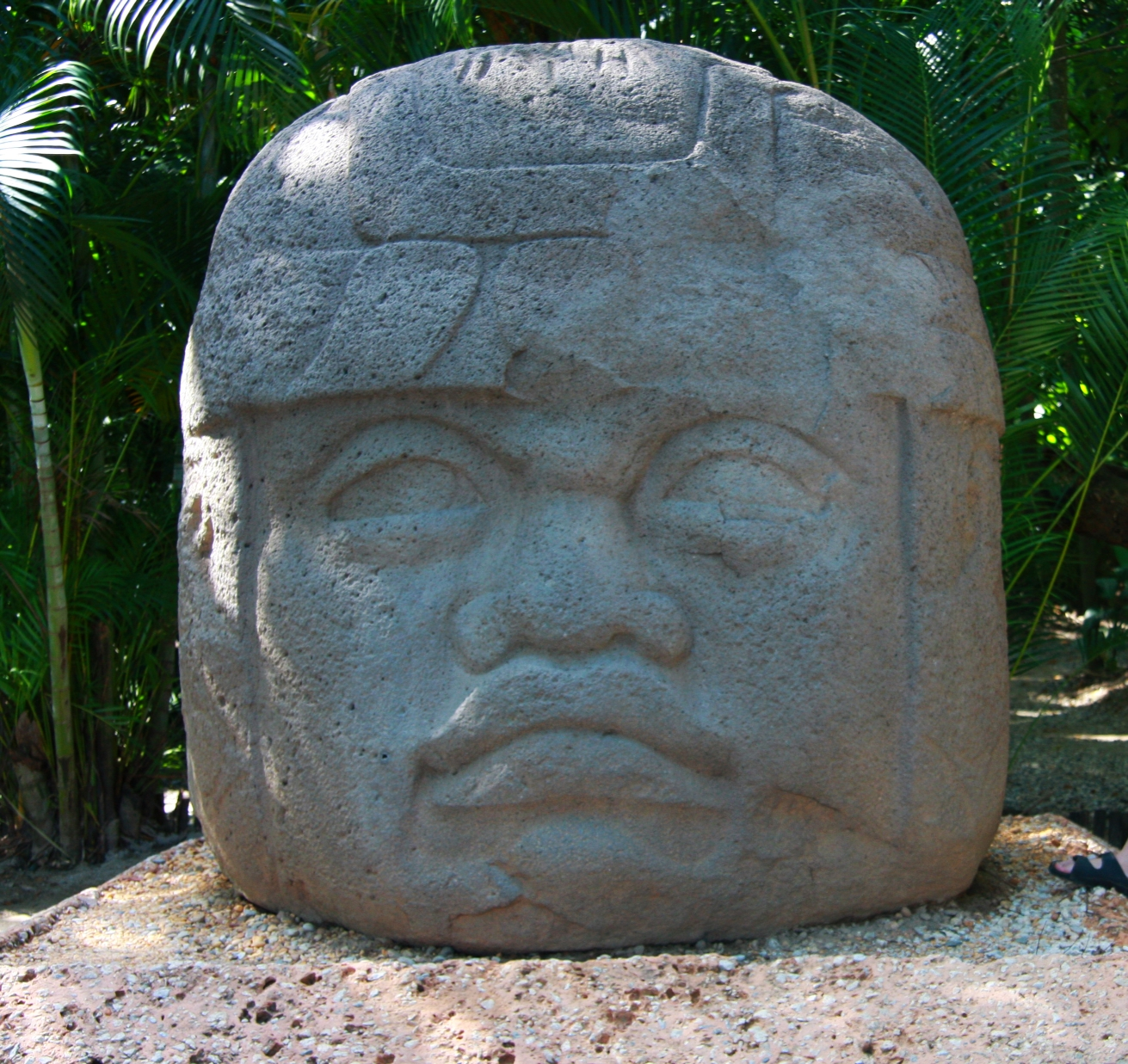
Кам'яна голова ольмеків

Африканський. Подібність скульптур ольмеків на представників негроїдної раси спричинила припущення про давні контакти між Америкою та Африкою. Саме таке твердження висунув у 1862 році антрополог Хосе Марія Мельгар-і-Серрано, який знайшов ольмецьку кам'яну голову. У 1887 році Альфредо Чаверо погодився з ним, але різьблення на голові визначив як можливо китайське. Тур Хеєрдал здійснив у 1970 році плаванням на кораблі «Ра II», виготовленому з очерету за зразком давньоєгипетських кораблів. Ольмекам, однак, він приписував нордичне походження. У 1976 році Іван Ван Сертіма припустив, що корінне населення Америки контактувало з нубійцями за 700 років до н. е. Наступні дослідження не виявили жодних достеменно африканських артефактів доколумбових часів. Вигляд ольмецьких скульптур пояснюється стилізацією.
На можливі контакти давніх єгиптян з корінніми американцями вказують сліди кокаїну в муміях (міститься в коці, що росте в Америці) та нікотину (міститься в тютюні). Це зокрема мумія Хенуттауї, жриці, яка жила під час правління 21-ї династії близько 1000 року до н. е., та мумія Рамсеса II, в якій виявлено фрагменти тютюнового листя. Втім, ці рослини могли додати значно пізніше з метою збереження мумій від шкідників.
Тамплієрська колонізація. Легенда про тамплієрів стверджує, що представники цього лицарського ордена, тікаючи від переслідування у Франції, в 1307 році відправилися на 18-и кораблях на захід та досягли Америки.

## Гіпотетичні поодинокі контакти

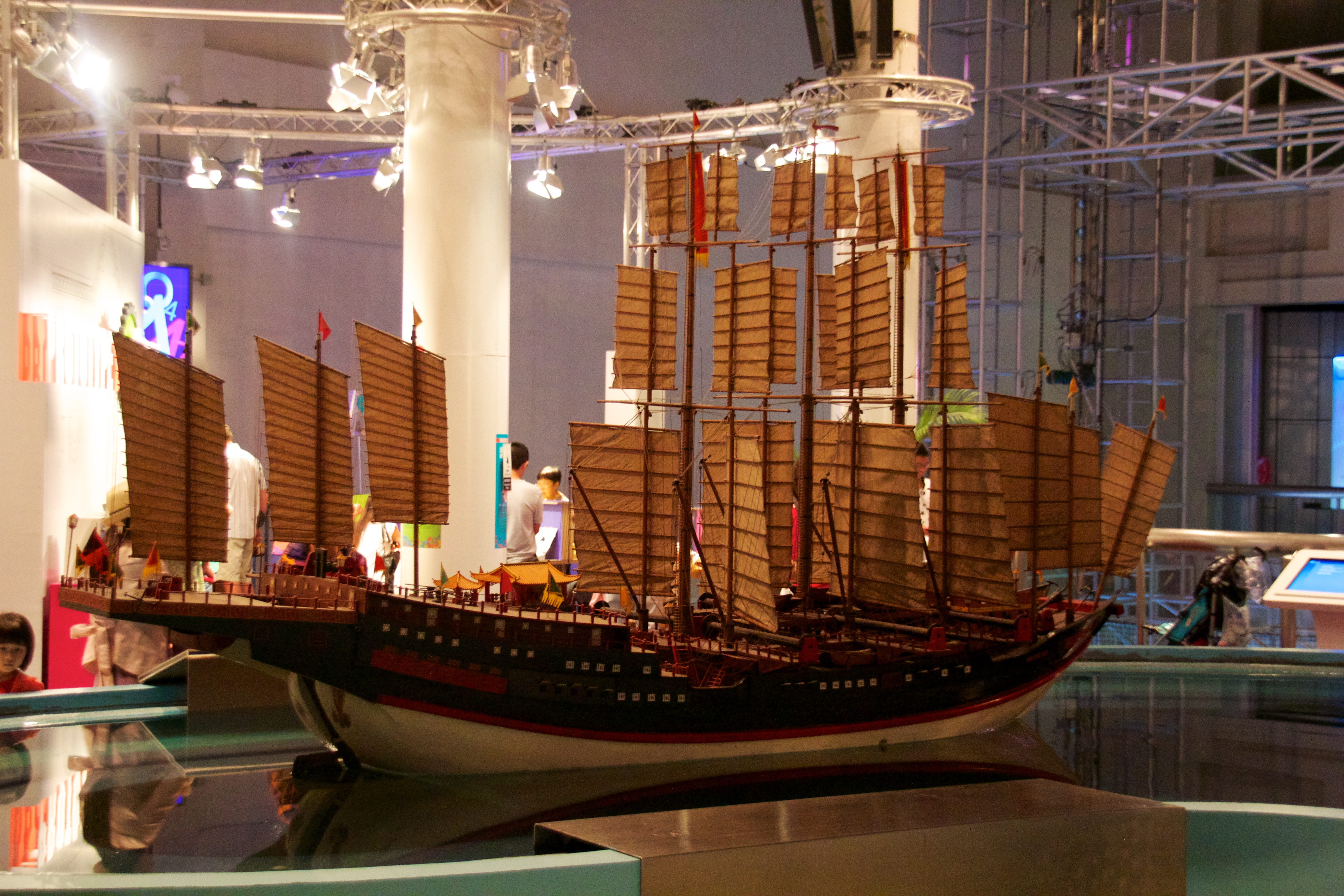
Макет корабля Чжена Хе

Давні римляни. 1933 року в районі мексиканського городища Каліцтлавака знайдено керамічну голову, схожу на частину давньоримської скульптури. Можливо, вона потрапила до Америки в VI—V ст. до н. е. з Канарських островів, де в той час бували римляни, карфагеняни та бербери. У Затоці Глеків у Бразилії в 1982 році знайдено стародавні глиняні глеки, що нагадують римські амфори.
Християнські проповідники зі Старого світу. У період іспанської колонізації американського континенту декілька місцевих міфів і творів мистецтва спонукали іспанських літописців і письменників припустити, що християнські проповідники могли відвідувати Месоамерику задовго до епохи Великих географічних відкриттів. Берналь Діас дель Кастільо, помітивши символ хреста в ієрогліфах майя, припустив, що християни могли прибути в стародавню Мексику до іспанських конкістадорів. Фрей Дієго Дуран пов'язав легенду про бога Кетцалькоатля з новозавітніми розповідями про християнських апостолів. Карлос де Сігуенса-і-Гонгора асоціював Кетцалькоатля з апостолом Фомою. Фрей Сервандо Тереза де Мієр стверджувала, що саме Фома привіз до Мексики плащ із зображенням Матері Божої Гваделупської. Бартоломе де лас Касас описував Кетцалькоатля як мешканця Старого світу: високого бородатого чоловіка зі світлою шкірою. Фрей Хуан де Торквемада вважав, що саме Кетцалькоатль приніс сільське господарство в Америку. Сучасна наука заперечує реальність таких контактів.
Подорож Брендана. Легенда про святого Брендана, ірландського ченця з нинішнього графства Керрі, розповідає про фантастичну подорож по Атлантичному океану в пошуках раю в VI ст. З моменту відкриття Нового Світу різні автори намагалися пов'язати легенду про Брендана з раннім відкриттям Америки. У 1977 році подорож успішно відтворив Тім Северін, використовуючи копію стародавнього ірландського човна куррача.
Плавання Чжена Хе. Китайський мореплавець і дипломат Чжен Хе, згідно з автором кількох псевдоісторичних книг Гевіном Мензісом, досяг Америки в 1421 році. Його твердження неодноразово спростовували професійні історики.
Японські рибалки. Чарльз Волкотт Брукс, який служив японським консулом у Сан-Франциско в середині XIX ст., задокументував близько сотні випадків коли японські моряки випадково досягали західного берега Америки. Вони рідко поверталися додому, а частіше змішувалися з місцевим індіанським населенням від Аляски до Південної Америки. З цього виникло припущення, що подібні випадки ставалися й раніше.
Плавання Жуана Ваша Корте-Реала. Португальський мореплавець Жуан Ваш Корте-Реал можливо досягнув у 1472 році Ньюфаундленду, що отримав назву Бакалау. Достовірно про подорож майже нічого не відомо, позаяк немає документів, які підтверджували б досягнення мореплавцем якогось конкретного острова в той час. Припущення, що це був Ньюфаундленд, походить із книги Гаспара Фрутуозо «Saudades de terra» (1570—1580 роки).

## Зворотні контакти

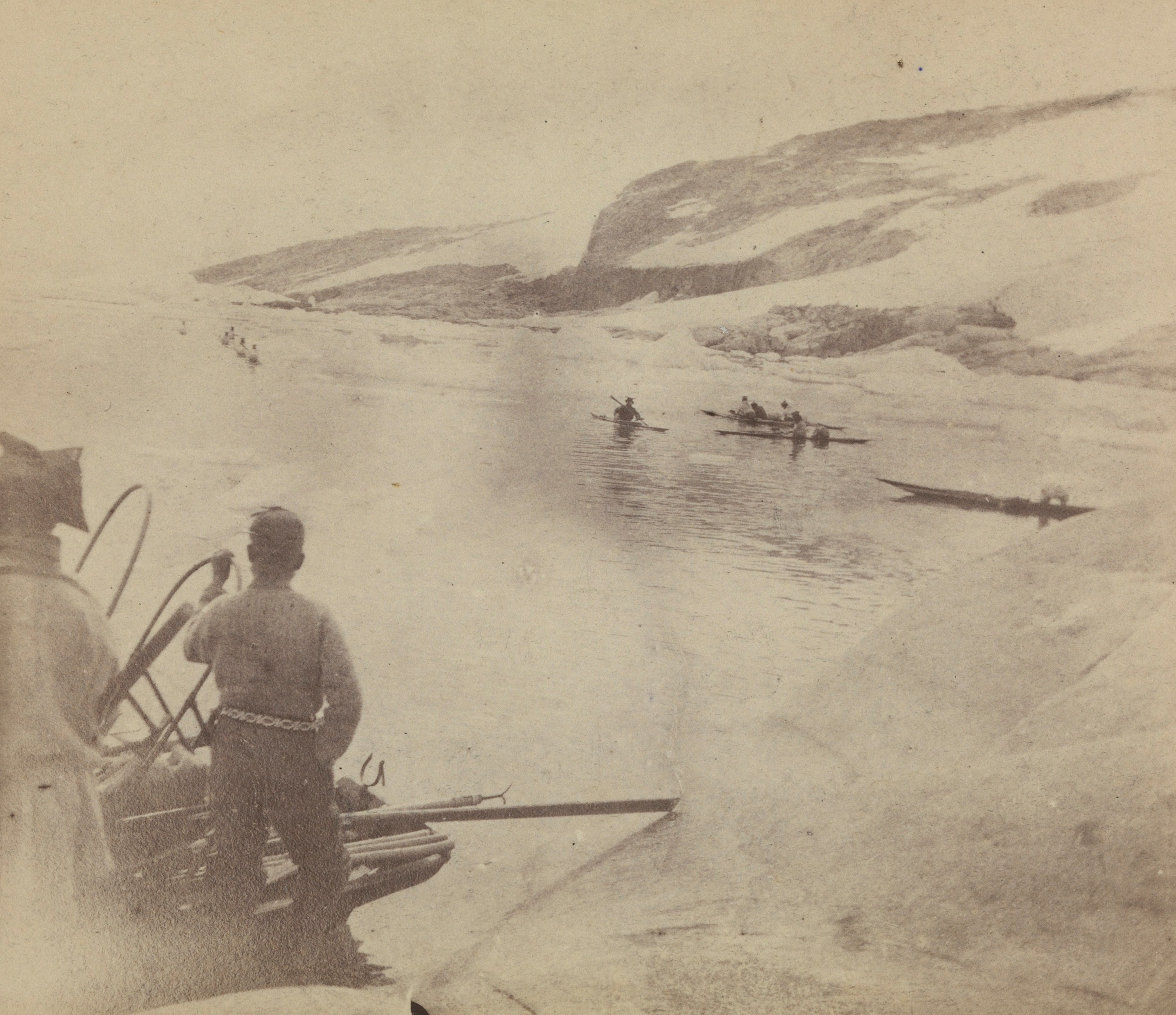
Гренландські інуїти могли досягати на своїх човнах Європи

Данський картограф Клавус Сварт зазначав, що в 1420-х роках бачив «пігмеїв» (можливо, інуїтів з Гренландії), які приплили на шкіряних човнах. Ці човни потім зберігалися в Тронгеймі, Норвегія.
Перуанський історик Хосе Антоніо дель Бусто Дутурбуру популяризував у 2000 році теорію про те, що правитель інків Тупак Інка Юпанкі, можливо, очолював морську дослідницьку подорож через Тихий океан близько 1465 року, зрештою досягнувши Французької Полінезії та Рапа-Нуї (острів Пасхи). Різні іспанські хроністи XVI ст. згадували перекази інків про плавання Юпанкі до двох островів, звідки він привіз чорношкірих людей, золото, стілець з латуні та шкуру коня або тварини, схожої на нього. Дель Бусто припустив, що «чорношкірі люди» могли бути меланезійцями, а шкура тварини насправді належала полінезійському дикому кабану. Критики зазначали, що експедиція Юпанкі (якщо вона взагалі відбулася) могла досягти не Океанії, а Галапагоських островів або іншої частини Америки.

## У масовій культурі
- «Вікінг» (1928) — чорно-білий американський німий фільм про подорож Лейфа Еріксона.
- «Геркулес проти Синів сонця» (1964) — італо-іспанський фільм про Геркулеса, що в античні часи через шторм потрапляє в імперію інків, де допомагає перемогти тирана.
- «Астерікс завойовує Америку» (1994) — німецький комедійний анімаційний фільм про галлів Астерікса й Обелікса, що в часи Римської імперії потрапляють до Північної Америки.
- «Слідопит» (2007) — американський фільм про скандинавського хлопчика, що виріс серед індіанців і став ворогом вікінгів.
- «Вальгала: Сага про вікінга» (2009) — данський фільм про містичну подорож скандинавських хрестоносців, які замість Палестини потрапляють до Америки.
- Crusader Kings II — у цій стратегічній відеогрі, в доповненні Sunset Invasion (2012), з XIII ст. або пізніше відбувається вторгнення ацтеків до Європи.